# Pascal Gibon
Pas d'image ? Cliquez ici
Pascal Gibon, né le 9 juin 1961 à Paris, est un pilote automobile français. Il a notamment participé aux 24 Heures du Mans à trois reprises, entre 2011 et 2013.

## Carrière
En 2010, il participe aux 24 Heures de Spa au volant de la Porsche 911 GT3 RSR (997) d'IMSA Performance et termine douzième du classement général.
En mai 2011, en compagnie de Christophe Bourret, il remporte les 4 Heures du Mans GT/Tourisme en championnat VdeV.
En 2012, il participe au championnat du monde d'endurance FIA avec Larbre Compétition.
Fin octobre 2013, Pascal Gibon remporte le titre dans le championnat VdeV.

## Résultats aux 24 Heures du Mans
Résultats de Pascal Gibon aux 24 Heures du Mans, :
| Année | Équipe             | Voiture                     | Coéquipiers                               | Résultat |
| ----- | ------------------ | --------------------------- | ----------------------------------------- | -------- |
| 2011  | Larbre Compétition | Porsche 911 GT3 RSR (997)   | Jean-Philippe Belloc / Christophe Bourret | 21e      |
| 2012  | Larbre Compétition | Chevrolet Corvette C6.R ZR1 | Jean-Philippe Belloc / Christophe Bourret | 28e      |
| 2013  | IMSA Performance   | Porsche 911 GT3 RSR (997)   | Wolf Henzler / Patrice Miles              | 34e      |